# Czesław Jóźwiak

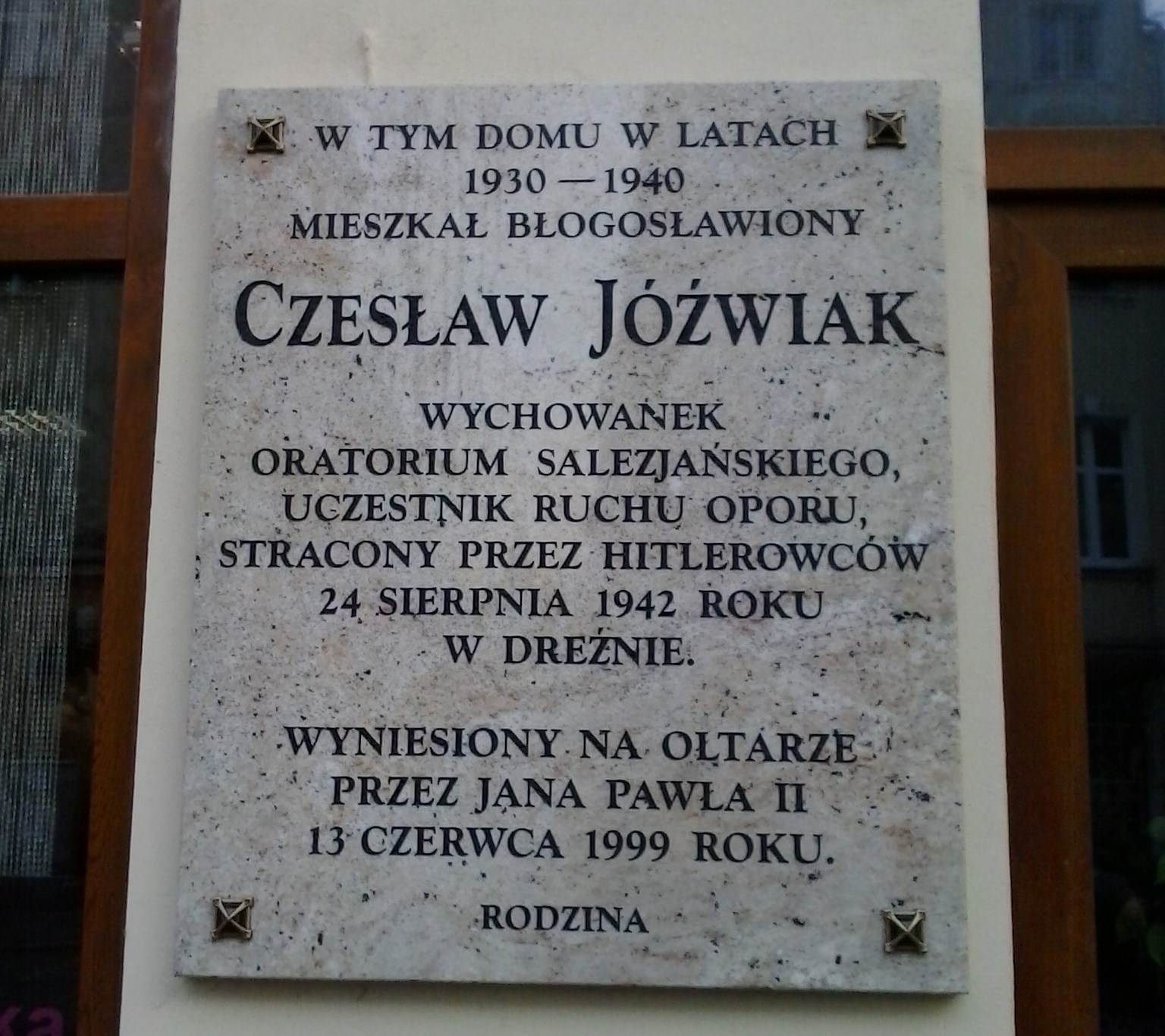
Poznań, ul. Żydowska 30, tablica ku czci Czesława Jóźwiaka

Czesław Jóźwiak (ur. 7 września 1919 w Łażynie k. Bydgoszczy, zm. 24 sierpnia 1942 w Dreźnie) – polski męczennik chrześcijański II wojny światowej, błogosławiony Kościoła rzymskokatolickiego, wychowanek salezjański, jeden z Poznańskiej Piątki.

## Życiorys
Był synem Leona i Marii z domu Iwińskiej. Miał troje rodzeństwa. Wychowanek Salezjańskiego Oratorium św. Jana Bosko w Poznaniu przy ul. Wronieckiej 9, do którego trafił w wieku 10 lat. Dał się tam poznać jako opiekun młodszych i zapewne stąd wzięła się jego ksywka "Tato". Należał do harcerstwa. Uczęszczał do gimnazjum im. św. Jana Kantego w Poznaniu. We wrześniu 1939 walczył na froncie. Po klęsce wrócił do Poznania, podjął pracę w zakładzie malarskim. Prezes Towarzystwa Niepokalanej, był też szefem organizacji "Wojsko Ochotnicze Ziem Zachodnich". Nawiązał współpracę z Narodową Organizacją Bojową i wciągnął do niej pozostałych  kolegów z Oratorium: Edwarda Kaźmierskiego, Franciszka Kęsego, Edwarda Klinika i Jarogniewa Wojciechowskiego. 23 września 1940 roku został aresztowany przez gestapo razem z  Kaźmierskim, Kęsym i Wojciechowskim (Klinika gestapo aresztowało dwa dni wcześniej, 21 września). Trafił do więzienia gestapo w Domu Żołnierza, następnie do hitlerowskiego obozu w Forcie VII i więzienia przy ulicy Młyńskiej. W tym więzieniu na skutek odniesionych obrażeń podczas tortur został skierowany do Izby Chorych. 16 listopada 1940 przewieziony został do Wronek, a później do więzienia sądowego w Berlinie – Neukölln  (23 kwietnia 1941) i od maja w ciężkim więzieniu Zwickau. Z wyrokiem śmierci wydanym 1 sierpnia 1942 oczekiwał egzekucji w Dreźnie.

W liście pożegnalnym napisał:

Nie rozpaczajcie, Bóg tak chciał.

Beatyfikował go papież Jan Paweł II w 1999 w gronie 108 polskich męczenników.